# Fairy Tone 2
Albums de Wink
Sapphire
(1991) Diamond Box
(1991)
Fairy Tone 2 est le second album "karaoke" du duo japonais Wink, sorti en 1991.

## Présentation
L'album sort le 25 novembre 1991 au Japon sous le label Polystar, le même jour que l'album original Sapphire du groupe, et un an et demi après le disque similaire Fairy Tone. Il contient les versions instrumentales (dites "karaoke") de 14 chansons du groupe tirées de ses premiers disques, dont celles des cinq singles sortis depuis la sortie du premier Fairy Tone et deux de leurs "faces B". Il contient aussi à nouveau trois titres qui figuraient déjà sur ce premier disque : les instrumentaux de trois des premiers singles (Samishii Nettaigyo, Namida wo Misenaide, et Ai ga Tomaranai).
Quatre des titres sont des reprises (instrumentales donc) de chansons occidentales : Welcome To The Edge (Omoide Made Soba ni Ite) de Billie Hughes, In the Year 2525 (Mighty Mighty Love) de Zager and Evans, Turn It Into Love (Ai ga Tomaranai) de Kylie Minogue, et Boys Don't Cry (Namida wo Misenaide) de Moulin Rouge.

## Liste des titres
1. Haitoku no Scenario (背徳のシナリオ?)
2. Manatsu no Tremolo (真夏のトレモロ?)
3. Kitto Atsui Kuchibiru ~Remain~ (きっと熱いくちびる ～リメイン～?)
4. Omoide Made Soba ni Ite ~Welcome To The Edge~ (想い出までそばにいて...?) (du single Yoru ni Hagurete)
5. Yoru ni Hagurete ~Where Were You Last Night~ (夜にはぐれて...?)
6. New Moon ni Aimashō (ニュー・ムーンに逢いましょう?)
7. Abuku ni Naru ~Endless Summer~ (泡になる...?) (de l'album Queen of Love)
8. Mighty Mighty Love (de l'album Queen of Love)
9. Samishii Nettaigyo (淋しい熱帯魚?)
10. Aishiteru ~Never Stopped Loving You~ (愛してる...?) (de l'album Twin Memories)
11. Namida wo Misenaide ~Boys Don't Cry~ (涙をみせないで...?)
12. Shake it (du single Manatsu no Tremolo)
13. Ame ni Negai wo (雨に願いを?) (de l'album Velvet)
14. Ai ga Tomaranai ~Turn It Into Love~ (愛が止まらない...?)